# Cavanillesia
Cavanillesia es un género de fanerógamas con siete especies perteneciente a la familia  Malvaceae. Es originario de Sudamérica. Fue descrito por Hipólito Ruiz López & José Antonio Pavón y Jiménez y publicado en Florae Peruvianae, et Chilensis Prodromus 97, en el año 1794. (Oct 1794) . La especie tipo es Cavanillesia umbellata Ruiz & Pav.

## Especies
- Cavanillesia arborea K.Schum.
- Cavanillesia chicamochae Fern.Alonso
- Cavanillesia cordata Spreng.
- Cavanillesia hylogeiton Ulbr.
- Cavanillesia platanifolia H.B. & K.
- Cavanillesia tuberculata Kostel.
- Cavanillesia umbellata Ruiz & Pav. - árbol del tambor, huancarssacha del Perú.[2]

Cavanillesia hylogeiton y Cavanillesia umbellata se usan como aditivos en algunas versiones de la bebida alucinógena Ayahuasca.